# فاين جايل
فاين جايل (بالإنجليزية: Fine Gael)‏ هو حزب سياسي محافظ ليبرالي وديمقراطي مسيحي في جمهورية أيرلندا. فاين جايل هو حاليا الحزب الحاكم وأكبر حزب في ايرلندا من حيث عدد الأعضاء في البرلمان الأيرلندي والأعضاء الأيرلنديين في البرلمان الأوروبي.